# 石森昌治
石森 昌治（いしもり まさはる、1952年3月26日 - ）は、広島県出身の水泳指導者である。株式会社埼北スイミングスクール（埼玉スウィンスイミングスクール）取締役ヘッドコーチ。日本水泳連盟競泳委員・強化コーチ。

## 人物
- 尾道高等学校、日本体育大学体育学部体育学科卒
- 東大阪女子高校の非常勤講師時代にスイミングクラブの手伝いをしたことが縁で、競泳コーチの道に入る。東京ドルフィンクラブ、スポーツクラブサンフラワーを経て、埼北スイミングスクールに入社。ジュニアの指導を専門とし、数々の優秀な選手を送り出してきた。世界水泳選手権ローマ大会、100m背泳ぎ金メダリストの古賀淳也選手を指導した。
- 優れた指導者を表彰する2009年ミズノスポーツメントール賞の最高賞ゴールドを受賞した。古賀を世界王者に育て、長年にわたり日本水泳連盟競泳委員・強化コーチとして、国内外の多くの遠征に帯同、全国の選手育成に尽力し、日本水泳界の発展に寄与していると評価された。競泳でのゴールド受賞者は青木剛、久世由美子についで3人目。